# Alteburg (Soonwald)
Die Alteburg beim ehemaligen Dorf Pferdsfeld im rheinland-pfälzischen Landkreis Bad Kreuznach ist ein 620,5 m ü. NHN hoher Berg im Soonwald, einem Teil des Hunsrücks. Auf ihm befinden sich eine Wallanlage und der Aussichtsturm Alteburgturm.

## Geographie

### Lage
Die Alteburg liegt im Südwesten des Soonwaldes im Naturpark Soonwald-Nahe. Sein Berggipfel erhebt sich in der Gemarkung des einstigen und damals zu Bad Sobernheim gehörenden Dorfs Pferdsfeld, das um 1980 wegen des benachbarten Fliegerhorsts Pferdsfeld aufgegeben wurde; der Fliegerhorst wurde 1997 geschlossen, und sein Gelände dient aktuell unter anderem als Test- und Eventzentrum der Adam Opel AG. Etwa 20 m nordwestlich des Gipfels verläuft die Grenze zur Gemarkung des 3,2 km südwestlich liegenden Dorfs Schwarzerden. Rund 6,5 km östlich des Gipfels befindet sich Winterbach, 6,3 km ostsüdöstlich Ippenschied, 3,8 km südlich Seesbach, 3,7 km südsüdwestlich Weitersborn, 3,8 km westsüdwestlich Henau, 5,2 km westnordwestlich Gemünden und 4,7 km (jeweils Luftlinie) nordwestlich Mengerschied. In Richtung Norden fällt das Gelände zum Lametbach ab, nach Südosten zum Kieselbach und nach Südwesten, vorbei an der Schwarzerdener Höhe (550 m), zum Kellenbach, dem Unterlauf des Simmerbachs.

### Naturräumliche Zuordnung
Die Alteburg gehört in der naturräumlichen Haupteinheitengruppe Hunsrück (Nr. 24), in der Haupteinheit Soonwald (240) und in der Untereinheit Großer Soon (240.1) zum gleichnamigen Naturraum Großer Soon (240.11), wobei die Landschaft in Richtung Südwesten in den Naturraum Simmerbachdurchbruch (240.12) abfällt.

## Schutzgebiete
Auf der bewaldeten Alteburg liegen Teile des Landschaftsschutzgebiets Soonwald (CDDA-Nr. 324698; 1980 ausgewiesen; 272 km² groß) und des Fauna-Flora-Habitat-Gebiets Soonwald (FFH-Nr. 6011-301; 57,32 km²). Nordöstlich des Berges liegt im Lametbachtal das Naturschutzgebiet Im Eschen (CDDA-Nr. 163860; 1984; 43 ha) und nach Südosten fällt die Landschaft zu den Naturschutzgebieten Bruchwiesen (CDDA-Nr. 162588; 1992; 6 ha) und Im Gräfenbrühl (CDDA-Nr. 163867; 1991; 5 ha) ab.

## Wallanlage

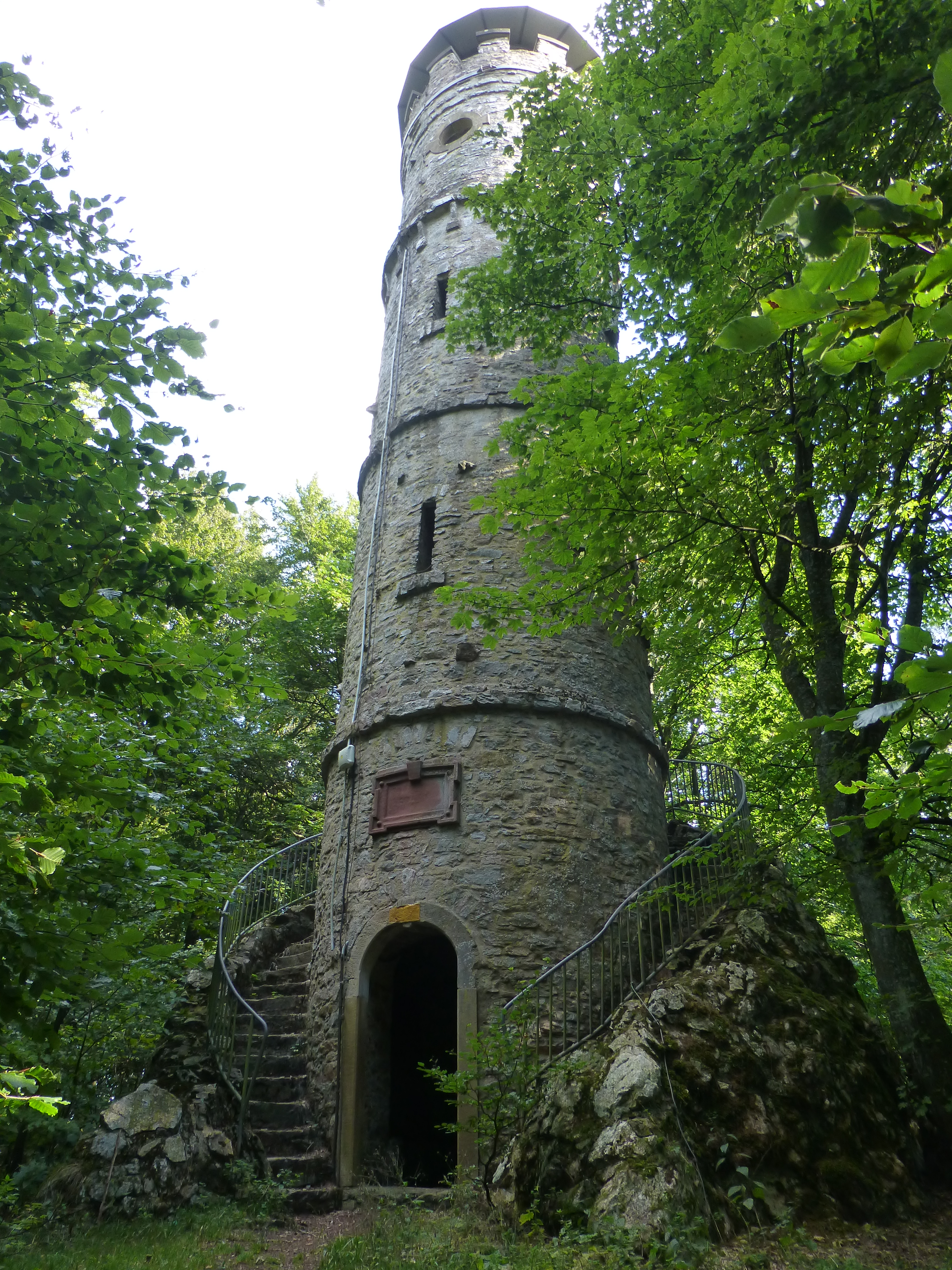
Alteburgturm (2015)

Unmittelbar am Turm befindet sich eine nahezu quadratische Wallanlage bislang unbekannter Zeitstellung und Funktion. Der Wall hat eine Fläche von 70 m × 70 Meter (4.900 m²) mit einer knapp 1 m hohen verstürzten Mauer, die an der Basis bis zu 6 m breit ist. Es wird vermutet, dass es sich bei dem Wall um eine keltische Fluchtburg aus der La-Tène-Zeit (500–20 v. Chr.) handelt.

## Alteburgturm
Auf dem Alteburggipfel steht seit 1893 der 20 m hohe Alteburgturm, der als Aussichtsturm vom damaligen Soonwaldclub erbaut wurde; heute ist er im Besitz des Hunsrück-Vereins. Er steht unter Denkmalschutz und ist frei zugänglich. Zwei außen am Turm verlaufende Treppen führen zum gegenüberliegenden Hocheingang gefolgt von einer Wendeltreppe mit 67 Stufen bis zur überdachten Aussichtsplattform.
Vom Alteburgturm aus hat man einen Ausblick auf die Hunsrückhöhen mit Erbeskopf, Idarwald, Flughafen Hahn und Fleckertshöhe sowie Teile Rheinhessens, das Naheland (Gauchswald, Schanzenkopf, Lemberg) und das Nordpfälzer Bergland (Donnersberg, Bornberg). Bei guten Verhältnissen sind auch Teile der Eifel zu erkennen (Kondelwald, Hocheifel).

## Verkehr und Wandern
Über den Bergsattel zwischen der Alteburg und dem südwestlich befindlichen Schwarzerdener Höhe führt zwischen dem einstigen Fliegerhorst Pferdsfeld beim ehemaligen Dorf Pferdsfeld im Südosten und Gemünden im Nordwesten die Landesstraße 229. Zum Beispiel am nahe der höchsten Stelle (528,1 m) der Straße liegenden Parkplatz beginnend kann man auf Waldwegen (wie dem dort verlaufenden Rennweg) und -pfaden zum Berggipfel und zum nahen Ellerspring (657,5 m) im Nordosten wandern. Beide Wanderziele verbindet auch der Europäische Fernwanderweg E3.